# George Gilfillan
George Gilfillan, född den 30 januari 1813 i Comrie, Perthshire, död den 13 augusti 1878 i Brechin, Angus, var en skotsk präst och författare.
Gilfillan är bekant som författare till åtskilliga kritiska uppsatser, utgivna under titeln: A gallery of litterary portraits (1846–51). Han meddelade i övrigt biografier och upplysande anmärkningar till Nichols British poets (utgiven i 48 delar) samt skrev Poems and songs; Bards of the bible; Discourse on Hades; Scottish Covenanters (1852), The fatherhood of God (1853), The history of a man (1856), Christianity and our era (1857), Alpha and omega (1860), Life of Walter Scott (1870), History of british poets (1876) med mera.